# Afrikas geografi

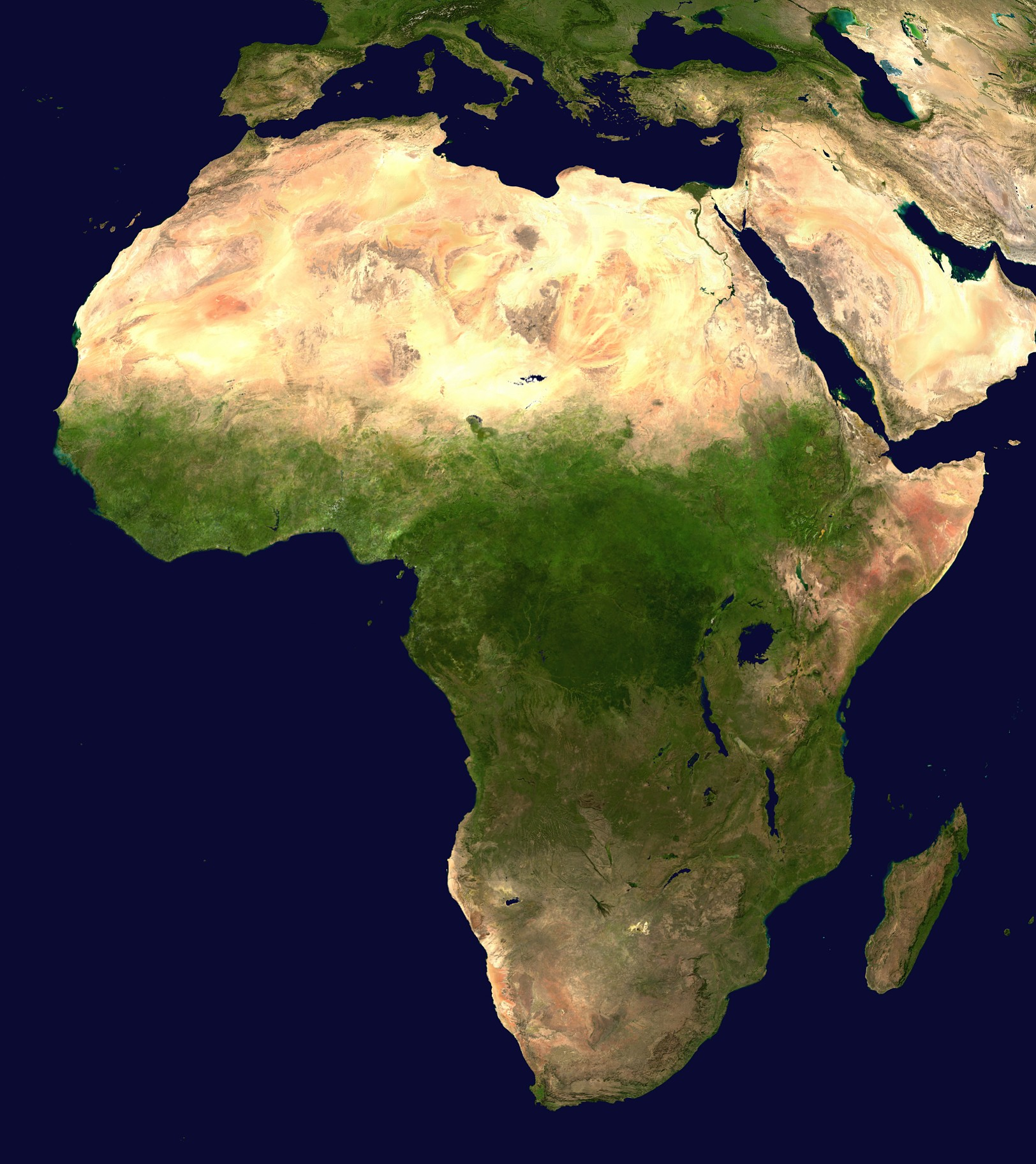
Satellitbild över Afrika

Afrika är den största av de södra kontinenter som skjuter ut från jordens stora landmassa på det norra halvklotet. Inom sina regelbundna kuster rymmer den en total yta på omkring 30 244 050 km² inklusive öarna. Afrika åtskiljs från Europa av Medelhavet och förenas med Asien i sitt nordöstra hörn genom näset vid Suez, omkring 130 km i bredd. Omkring 8 000 km skiljer den nordligaste punkten, Ras ben Sakka i Tunisien, från dess sydligaste, Kap Agulhas i Sydafrika. Från Kap Verde, dess västligaste punkt, till Ras Hafun i Somalia är det omkring 7 400 km. Afrikas kuster mäter omkring 26 000 km, och avsaknaden av djupare bukter blir uppenbar om man jämför med Europas 9 700 000 km² som omgärdas av 32 000 km kust.
Afrikas genomsnittliga höjd över havet är omkring 600 m, vilket motsvarar de båda amerikanska kontinenternas höjd men är lägre än den asiatiska på omkring 950 m. Jämfört med de andra kontinenterna utmärker sig Afrika med en liten andel landområden på mycket hög respektive mycket låg höjd. Landområdena under 180 m ö.h. upptar en osedvanligt liten del av den totala landmassan, och även de högsta delarna, som är betydligt lägre än motsvarande i Asien, utgörs av isolerade berg och bergskedjor. Generellt ligger de högre platåerna i öst och söder och de lägre delarna åt väst och norr och med en linje från ungefär vid Röda havets mitt till Kongoflodens mynning kan kontinenten delas upp i ett lågland i norr och ett högland i söder. Man kan således dela upp Afrika i fyra övergripande landområden:
1. Slättlanden vid kusterna - ofta med mangroveträsk insprängda - når aldrig långt in från kusterna utom vid vattendragens nedre delar. Slamrika slättland finns egentligen bara vid de större flodernas deltan, och annars utgör kustområdena det lägsta steget i en serie terrasser som bildar stigningen upp till de inre platåerna.
2. Atlasbergen i norr som ligger isolerat av Saharaöknen som bitvis ligger under havsnivån.
3. De södra och östra höglanden som ligger på mellan 600 och 1 000 m ö.h.
4. De nordliga och västra slättlanden, inklusive Sahara, som kantas och genomfars av stråk med högra landområden, men i allmänhet håller sig under 600 m ö.h.

Hela Afrika har ett tropiskt eller subtropiskt klimat.

## Sjöar och berg
| Berg                                  | Höjd (m) |
| ------------------------------------- | -------- |
| Mount Rungwe (Nyasa)                  | 3170     |
| Drakensberg                           | 3261     |
| Lereko eller Sattima (Aberdare Range) | 4028     |
| Kamerun (berg)                        | 4075     |
| Mount Elgon                           | 4314     |
| Karisimbi (Mfumbiro)                  | 4475     |
| Meru                                  | 4558     |
| Taggharat (Atlas)                     | 4572     |
| Simens, Ethiopia                      | 4621     |
| Ruwenzori                             | 5065     |
| Mount Kenya                           | 5184     |
| Kilimanjaro                           | 5889     |

| Sjö            | Djup (m) |
| -------------- | -------- |
| Tchadsjön      | 259      |
| Mai-Ndombesjön | 335      |
| Rudolfsjön     | 381      |
| Nyasasjön      | 501      |
| Albertsjön     | 618      |
| Tanganyikasjön | 800      |
| Ngami          | 899      |
| Mweru          | 914      |
| Edwardsjön     | 916      |
| Bangweulu      | 1128     |
| Victoriasjön   | 1134     |
| Abaya          | 1280     |
| Kivu           | 1472     |
| Tsana          | 1734     |
| Naivasha       | 1870     |